# Carleton Rode
Carleton Rode is een civil parish in het bestuurlijke gebied South Norfolk, in het Engelse graafschap Norfolk met 785 inwoners.